# 우즈후이

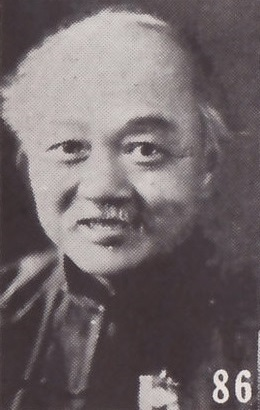
우즈후이

우즈후이(吳稚暉, 1865년 3월 25일 ~ 1953년 10월 30일), 우징헝(吳敬恒, Wu Jingheng/Woo Tsin-hang, Wu Shi-Fee)는 주음부호(장빙린의 노고에 기반)와 표준화된 국어 발음을 만든 1912~13년 독음통일회의 의장인 중국의 언어학자이자 철학자였다.
우즈후이는 20세기 중 첫 10년을 프랑스에서 머무르는 동안 리스정, 장런지에, 차이위안페이와 함께 무정부주의자가 되었다. 이들과 함께 1920년대에 중국 국민당의 상당히 반공산주의의 "네 명의 원로"들 가운데 한 명으로 알려져 있다.

## 경력
장쑤성 우진구의 가난한 가족에게서 우티아오(吳朓)라는 이름으로 태어났다. 우즈후이는 뛰어난 학생이었고 1891년 거인 시험을 통과했다.
상하이 난양 모범 중학에서 일했다. 1903년 수바오 신문에서 우즈후이는 청나라 정부를 비판했고 통치 중인 서태후를 "말라빠진 노파", "매춘부"로 묘사하며 조롱했다.
이 사건 이후 우즈후이는 홍콩을 거쳐 런던으로 달아났다. 그의 공식적인 지위 덕에 스코틀랜드와 프랑스에서 여행하고 생활할 수 있었다. 에딘버러에서 대학교 강의에 참석했다. 1903년, 파리로 건너가 그곳에서 베이징에서 만났던 고위 관리의 아들 리스정, 그리고 번창했던 상인의 아들 장런지에와 우애를 다졌다.
우즈후이가 10년 더 선배였던 점, 또 이 세 학자들이 중국 사상을 지배한 유학에 정통했음에도 불구하고 이들은 프랑스에 만연해 있던 아나키즘주의에 감명을 받았다. 리스정과 장런지에와 함께 그는 세계사를 설립했고 이는 수십년 간 아나키즘주의자의 사상과 회원 모집의 중심지가 되었다.
함께 1905년 중국 국민당(GMD)의 선구자격인 중국동맹회에 가입했다. 우즈후이는 이듬해에 자신을 아나키스트로 선언했다. 나중에 그는 영향력 있는 혁명 단체들(진덕회 등. 하기 문단 참고)을 설립했으며 1907년 중국 최초의 신디칼리즘 신봉자 잡지 신세기(新世紀)와 같은 잡지들을 감독했다.
과학, 이성주의, 언어 개혁, 혼인 철폐를 선전하였다. 그의 아이디어는 혁명적이었으나 자신의 유토피아 사회 관점을 성취시키기에는 3,000년이 걸릴 것으로 내다보았다. 우즈후이는 프랑스의 유법근공검학회에서 중요한 역할을 했다.

## 중국으로의 복귀, 그리고 국민당에 대한 충성
1912년 복귀 직후 우즈후이, 리스정, 장계(張繼), 왕징웨이는 팔불회(八不會)라고도 불렸던 진덕회(進德會)를 조직하였다. 우즈후이는 새 공화국은 마작과 남성들만의 모임이 두 번째 아내를 취하던 일이 만연했던 후기 청나라의 사회적인 부패에 의해 위협을 받아서는 안 된다고 느꼈다. 아나키스트 원칙에 충실한 대통령이나 장교, 또 이를 강제할 규제나 수단이 없었고 회비나 벌금이 없었다. 그러나 단계별 회원에게는 점차 엄격한 요건이 생겨났다. 가장 낮은 단계의 지지 구성원들은 매춘에 참가하지 않는 것, 도박하지 않는 것에 동의하였다. 일반 구성원들은 그에 더해 첩을 두지 않는 것에 동의했다. 더 윗 단계는 더 나아가 정부 고위직이 되지 않으며(누군가는 고위직을 감시해야 함) 의회의 구성원이 되지 않고 담배도 피우지 않는 데에 동의했다. 끝으로, 가장 높은 단계는 술과 고기를 삼가는 것을 약속하기도 했다.
정권을 차지하는 것을 거절한 우즈후이는 차이 위안페이의 언어 개혁 위원회 참여 제안을 받아들여 지역 방언을 대체할 문자주음체계에 대한 작업에 착수했다. 이 작업으로 말미암아 마침내 국어주음부호가 탄생했으며 오늘날 널리 사용되고 있다. 1913년 6월, 우즈후이는 공론(公论)이라는 잡지의 창립자 가운데 한 명이 되었다. 1913년, 쑨이셴의 2차 혁명이 실패하자 우즈후이와 리스정은 안전을 위해 프랑스로 돌아왔다. 리스정과 우즈후이는 리옹-프랑스 대학교(University of Lyon-France)를 설립하고 체험 학습 운동을 개시했다.
1920년대에, 리스정, 장런지에, 차이위안페이와 함께 중국 국민당의 네 명의 원로들 가운데 한 명이었으며 반공산주의 운동을 주도하여 좌파와 공산주의자들은 당에서 몰아내고 장제스를 지원하였다. 아나키스트 원칙에 따라 우즈후이는 어떠한 관공서에서 일하는 것도 거절하였다.
1943년, 국민당 정부의 의장 린썬이 충칭에서 사망하였고 장개석은 우즈후이를 새 의장으로 초대했으나 우즈후이는 다음과 같이 언급하며 거절하였다:
- 난 격식을 차리지 않는 옷을 보통 입으나 나라의 우두머리들은 턱시도를 입는다. 난 불편하게 느낄 것이다.
- 내 얼굴은 큰 충격을 받을만큼 못 생겼다.
- 내 사람들은 웃는 것을 좋아한다. 무언가를 재밌게 보는 것은 나를 웃게 만든다. 외교관이 기밀 정보를 전달하면 웃을 수밖에 없을 것이다. 이는 품위가 있지 않게 비칠 것이다.

1946년, 우즈후이는 새 헌법을 만든 국회에 선출되었다. 1948년 5월 그는 정부가 대륙에서 타이완으로 자리를 옮기기 직전 장개석에 취임 선서를 부여했다.
그는 중화민국으로 이주한 뒤 장개석의 아들 장징궈의 교사가 되었다. 그는 88세의 나이로 타이베이시에서 사망했다. 장칭궈는 화장 후 진먼 바다에 재를 뿌려달라는 우즈후이의 지시를 수행했다.

## 유산
우즈후이는 다양한 스타일의 캘리그래피로 존경을 받았으며 이는 주음 설계에서 명백히 드러난다.

## 작품
- 우즈후이선생집(吳稚暉先生集, Collected Works of Mr. Wu Chih-hui)

## 참고 문헌
- Dirlik, Arif (1991). 《Anarchism in the Chinese Revolution》. Berkeley: University of California Press. ISBN 0520072979.
- Rea, Christopher (2015). 《The Age of Irreverence: A New History of Laughter in China》. Oakland: University of California Press. ISBN 9780520283848., chapter 4: "Mockery".
- "Wu Chih-hui," in Boorman, Howard L.;  외. (1970). 《Biographical Dictionary of Republican China Vol III》. New York: Columbia University Press. ISBN 0231045581., pp. 416–419.
- Scalapino, Robert A. and George T. Yu (1961). 《The Chinese Anarchist Movement》. Berkeley: Center for Chinese Studies, Institute of International Studies, University of California. Available at The Anarchist Library.
- Zarrow, Peter Gue (1990). 《Anarchism and Chinese Political Culture》. New York: Columbia University Press. ISBN 0231071388..
- "Mr. Wu Chih-hui," in Wen, Yuan-ning;  외. (2018). 《Imperfect Understanding: Intimate Portraits of Modern Chinese Celebrities》. Amherst, MA: Cambria Press. ISBN 9781604979435., pp. 185-186.